# Клятва Пяти пунктов

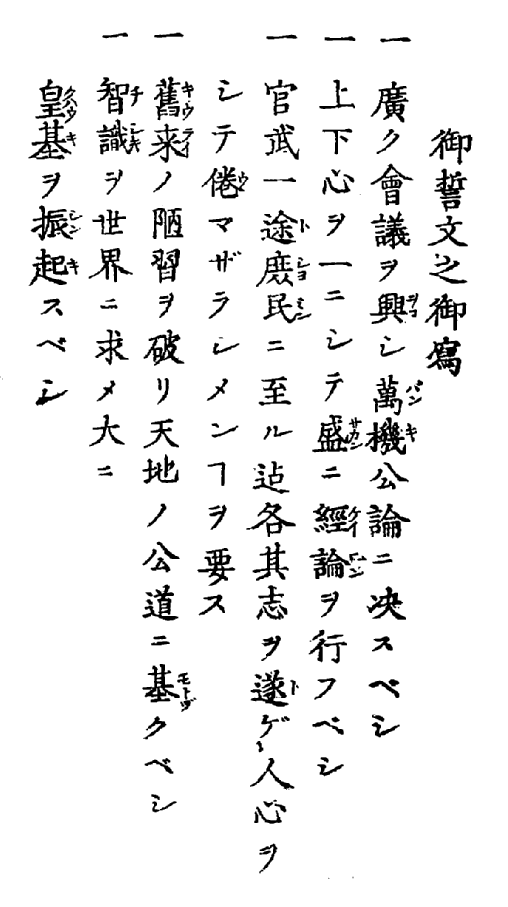
Клятва Пяти пунктов. Официальный журнал Императорского правительства Японии

Клятва Пяти пунктов, также Пять пунктов Императорской клятвы, (яп. 五箇条の御誓文, гокадзё:-но госэймон) — программа, которую японский император Мэйдзи официально объявил в третий месяц первого года своего правления в 1868 году. Её текст был составлен Такаёси Кидо и имел следующий вид:

1. Мы будем созывать совещания и управлять народом, считаясь с общественным мнением.
2. Люди высших и низших классов, без различия, будут единодушны во всех предприятиях.
3. Обращение с гражданскими и военными чинами будет таково, что они смогут выполнять свои обязанности, не испытывая неудовольствия.
4. Отжившие методы и обычаи будут уничтожены, и нация пойдет по великому Пути Неба и Земли.
5. Познания будут заимствоваться у всех наций мира, и Империя достигнет высшей степени расцвета.

Клятва Пяти пунктов стала формальным началом серьёзных перемен в государственном устройстве Японии. На следующий день после неё были опубликованы Пять публичных объявлений, продолжавших изоляционистскую политику сёгунов и запрещавших свободу перемещения и вероисповедания.